# Mucropetraliella bispinata
Mucropetraliella bispinata är en mossdjursart som beskrevs av Liu 200. Mucropetraliella bispinata ingår i släktet Mucropetraliella och familjen Petraliellidae. Inga underarter finns listade i Catalogue of Life.